# Liukattijärvi
Liukattijärvi är en sjö i Kiruna kommun i Lappland och ingår i Torneälvens huvudavrinningsområde. Sjön har en area på 1,02 kvadratkilometer och ligger 382,9 meter över havet. Liukattijärvi ligger i Torne och Kalix älvsystem Natura 2000-område.

## Delavrinningsområde
Liukattijärvi ingår i det delavrinningsområde (750966-171926) som SMHI kallar för Utloppet av Liukattijärvi. Medelhöjden är 418 meter över havet och ytan är 12,96 kvadratkilometer. Det finns inga avrinningsområden uppströms utan avrinningsområdet är högsta punkten. Vattendraget som avvattnar avrinningsområdet har biflödesordning 3, vilket innebär att vattnet flödar genom totalt 3 vattendrag innan det når havet efter 368 kilometer. Avrinningsområdet består mestadels av skog (65 procent) och sankmarker (27 procent). Avrinningsområdet har 1,08 kvadratkilometer vattenytor vilket ger det en sjöprocent på 8,3 procent.